# Systemgastronomie

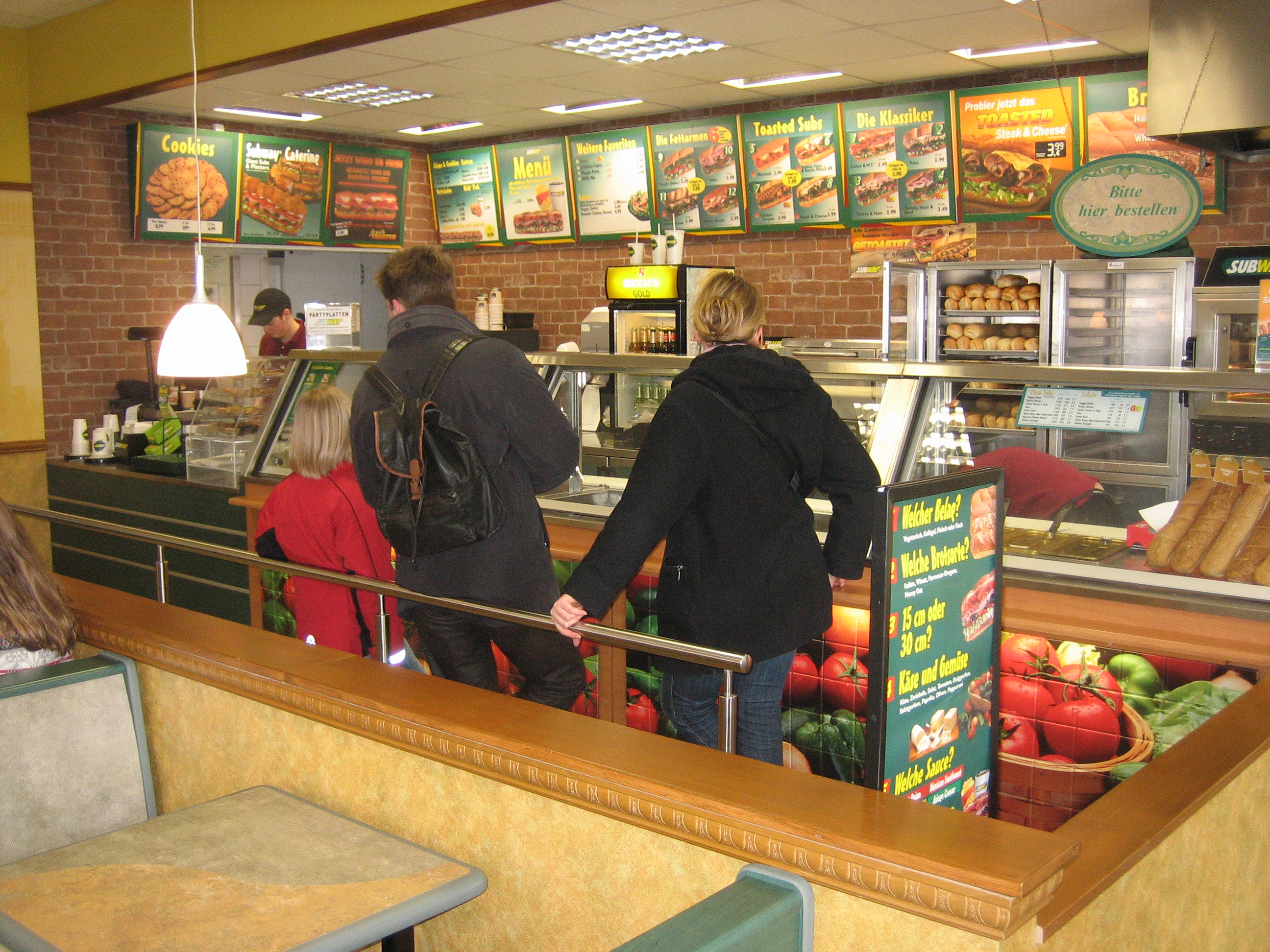
Typisches Ambiente und Speisenangebot in der Fastfood-Systemgastronomie (hier in einem Subway-Restaurant in Köln)

Die Systemgastronomie ist eine Form der Gastronomie, die sich im Wesentlichen durch die Existenz von  standardisierten Organisationsstrukturen und Unternehmensprozessen von der klassischen Gastronomie bzw. der Individualgastronomie unterscheidet. Systemgastronomische Unternehmen verfolgen die Ökonomisierung und Vereinheitlichung (in Bezug auf Prozesse und eine Corporate Identity) von drei oder mehr Restaurants. Ziel dieser Vereinheitlichung ist es, dem Gast in jeder Betriebsstätte die gleiche Produktpalette in gleichbleibender Qualität anzubieten. Gemeinsam mit Unternehmen aus dem Bereich der Gemeinschaftsverpflegung und des Caterings werden die Unternehmen der Systemgastronomie auch den Großverbrauchern von Lebensmitteln zugerechnet.

## Definition
Die Systemgastronomie ist ein Segment innerhalb des Wirtschaftszweiges Gastgewerbe und vereint Elemente der Lebensmittelproduktion mit der klassischen Gastronomie. Wesentliche Merkmale sind eindeutig definierte Unternehmenskonzepte, die auf zentrale Steuerung, Standardisierung und Multiplikation ausgerichtet sind. Beim Franchising handelt es sich nicht um einen Konzern, sondern es wirken zahlreiche Unternehmen in vertikaler Kooperation zentral gesteuert zusammen: Der Franchisegeber stellt gegen Entgelt ein bewährtes Konzept zur Verfügung, das die Franchisenehmer auf eigenes Risiko übernehmen. 
Unter zentraler Steuerung versteht man, dass alle wesentlichen Prozesse und Prozessabläufe durch eine einzige Stelle („Hauptverwaltung“) koordiniert werden. Standardisierung bedeutet, dass diese Prozesse von allen Restaurants und Betrieben (Filialen bzw. Franchisenehmern) weitestgehend einheitlich umgesetzt werden. Multiplikation ergibt sich aus dem Umstand, dass diese standardisierten Prozesse innerhalb eines Filial- bzw. Franchisenetzes zur Anwendung kommen. Die Konzepte sind auf die größtmögliche Nutzung und Kopplung von Synergien ausgerichtet. Die allgemeinen Merkmale gelten sowohl für Filialen der Unternehmen als auch für Partner in einem Franchisingsystem.
Systemgastronomische Unternehmen bzw. Konzerne organisieren sich zumeist durch eine zentrale Steuerung ihrer Filialen auf der Grundlage eines strikt hierarchischen Aufbaus. Die Steuerung erfolgt dabei von einer Zentrale aus. Die festgelegte Hierarchie beschreibt z. B. einen Filialleiter, der die vorgegebenen Standards in der von ihm geführten Filiale umsetzt. Abhängig von der Größe des Unternehmens untersteht der Filialleiter direkt der Geschäftsführung oder einem Bezirksleiter, der wiederum einem Regionalleiter unterstellt ist. Die Vereinheitlichung der einzelnen Filialen bzw. Restaurants durch Standardisierung ist das wichtigste Unterscheidungsmerkmal in Bezug auf die klassische Gastronomie. Diese Standardisierung soll dem Gast ein genormtes Niveau garantieren und wird ihm auch im Corporate Design visualisiert. Außerdem wird eine besonders hohe Wirtschaftlichkeit angestrebt, die von den Arbeitsabläufen bis zu den eingesetzten Werkzeugen und Geräten reicht.
Die Standardisierung umfasst neben Arbeitsabläufen und einheitlicher Produktpalette mit festgeschriebenen Qualitätsstandards auch das Erscheinungsbild und die Einrichtung der Filialen. Der Grad der Standardisierung kann dabei zwischen einzelnen Unternehmen der Systemgastronomie durchaus variieren. Präzisiert werden die einzelnen Abläufe durch Handbücher, die an die Filialen ausgegeben werden. Darin sind unter anderem Regelungen bei Bestellvorgängen, Kassenführung, Rezepturen, Hygienemaßnahmen, Lieferantenauswahl oder Marketingmaßnahmen vorgeschrieben.
Zur Einschätzung, ob ein Betrieb bzw. ein Konzept zur Systemgastronomie gezählt wird, werden unterschiedliche Kriterien eingeschätzt:
- Ist das System zur Vervielfältigung konzipiert, und wird es bereits tatsächlich multipliziert?
- Gibt es klar definierte Standards, werden diese kontrolliert und weiterentwickelt?
- Werden der Einkauf und das Marketing zentral gesteuert?
- Gibt es ein Expansionskonzept bzw. ein Franchise- oder Lizenzsystem?
- Sind die Produktpaletten identisch, und werden diese zentral entwickelt und zusammengestellt?
- Existiert ein Konzept zur einheitlichen Gestaltung der Gebäude-, der Außen- und Inneneinrichtung und des Gerätesortiments?
- Ist der Kundenservice hinsichtlich Bestellannahme, Bedienung und Reklamationsbearbeitung vereinheitlicht?

## Unterteilungen
Es gibt sowohl national als auch international unterschiedliche Definitionen für Systemgastronomie und deren Unterteilung. Mehrere Unternehmen sind dabei in mehreren Segmenten tätig. Hinzu kommen umgangssprachliche Gleichsetzungen, z. B. mit Schnellrestaurants oder Fastfood bzw. Junkfood.
Bis zu Beginn der 1990er Jahre war eine übliche Unterteilung in der Fachliteratur:
- Fastfood-Systemgastronomie
- Fullservice-Systemgastronomie
- Getränkebetonte Systemgastronomie
- Standortspezifische Systemgastronomie

Eine gängige Unterteilung der verschiedenen Marktsegmente in der Systemgastronomie stammt von der Wirtschaftsfachzeitschrift food-service vom Deutschen Fachverlag: 
- Quickservice-Systemgastronomie (identisch mit Fastfoodgastronomie)
- Fullservice-Systemgastronomie
- Freizeitgastronomie (identisch mit getränkebetonter Gastronomie)
- Die standortspezifische Systemgastronomie wird unterschieden nach:
  - Handelsgastronomie
  - Verkehrsgastronomie
  - Eventcatering, Messecatering und Sportcatering.

Als eigene Gruppe wird der Außer-Haus-Service verstanden. Dies umfasst sowohl Catering (Events, Gemeinschaftsverpflegung) als auch Bringdienste wie z. B. Pizzaservice.

## Kennzahlen

### Deutschland
siehe Liste der umsatzstärksten systemgastronomischen Konzepte in Deutschland
Der Gesamtmarkt in Deutschland umfasst ca. 60 Konzepte. Deren Umsatz stieg im Zeitraum 2009 bis 2011 von 8,0 Mrd. auf 8,7 Mrd. Euro, die Zahl der Einzelbetriebe blieb dabei fast konstant bei 11.800.
In Deutschland waren 2011 ungefähr 2900 Betriebe mit 150.000 Beschäftigten Mitglied im Bundesverband der Systemgastronomie. Sie erwirtschafteten zusammen ca. 4,9 Mrd. Euro. Die größten Unternehmen bzw. Marken und Konzepte sind Starbucks, McDonald’s, Burger King, Nordsee, Vapiano, Subway und Kentucky Fried Chicken, die zusammen fast 52 % des gemeldeten Branchenumsatzes erzielten.
Amtliche Kennzahlen zur Systemgastronomie gibt es nicht. Nach der jährlichen Auswertung der Wirtschaftsfachzeitschrift food-service vom Deutschen Fachverlag übersprangen im Jahr 2011 die 100 größten Unternehmen der Gastronomie (fast alle unterfallen der Systemgastronomie) erstmals die 11-Milliarden-Euro-Hürde. Ihr Umsatzwachstum betrug 5,1 Prozent (2010: +2,3 Prozent; 2009: +1,1 Prozent). Das Jahr 2011 war damit das mit Abstand beste Jahr nach 2007. Zum Vergleich: Die Gastronomie in Deutschland gewann laut dem Statistischen Bundesamt im Jahr 2011 nominal 3,9 Prozent und real 2,4 Prozent.
Die größten Umsatzgewinner 2011 (gegenüber 2010) waren McDonald’s (+178,0 Mio. Euro), Burger King (+40,0 Mio. Euro), und LSG (+29,0 Mio. Euro). Die Mehrerlöse der TOP-100 der größten Unternehmen betrugen im vergangenen Jahr insgesamt 544,9 Millionen Euro (2010: 239,7 Millionen Euro). Die 100 größten Unternehmen verfügten am 31. Dezember 2011 über 17.217 Betriebe. Davon werden 55,3 Prozent aller Betriebe in Fremdregie geführt. Die meisten neuen Betriebe eröffneten Edeka (100 geschätzt), Kaufland (31), McDonald’s und Coffee Fellows (je 29). Der Anteil von Quickservice unter den Top 100 liegt seit dem Jahr 2007 bei mehr als 50 Prozent mit weiter steigender Tendenz (2011: 55,9 Prozent).